# Biografielijst Dw

## Dwa
- Raphael Dwamena (1995-2023), Ghanees voetballer
- Allan Dwan (1885-1981), Canadees-Amerikaans filmregisseur en filmproducent
- Ramon Dwarka Panday (1950-2013), Surinaams politicus

## Dwo
- Ronald Dworkin (1931), Amerikaans filosoof

## Dwy
- Conor Dwyer (1989), Amerikaans zwemmer
- Michael Dwyer (1951-2010), Iers journalist en filmrecensent
- Patrick Dwyer (1977), Australisch atleet
- Rasheed Dwyer (1989), Jamaicaans atleet